# Hobapromea cleta
Hobapromea cleta là một loài bướm đêm thuộc phân họ Arctiinae, họ Erebidae.